# Militärflugplatz Rom-Centocelle

i7
i11
i13
Der Militärflugplatz Rom-Centocelle (ICAO-Code: LIRC) liegt an der Via Latina im Südosten der italienischen Hauptstadt Rom. Es handelt sich um den ältesten Flugplatz Italiens. Heute dient er als Standort verschiedener militärischer Kommandobehörden und als kleiner Heliport.

## Geschichte
Als der US-amerikanische Flugpionier Wilbur Wright im April 1909 mit seinem Flyer zu einer Vorführung nach Rom kam, wurde an der Via Casilina im heutigen Stadtteil Centocelle ein Wiesengelände als Flugplatz vorbereitet. Vom 15. bis zum 26. April 1909 führte Wright auf Einladung des gerade gegründeten römischen Aeroclubs hier etliche Flüge durch, die auch der Ausbildung angehender italienischer Piloten dienten. Darunter befand sich der erste italienische Militärpilot Mario Calderara, der in Centocelle dann als Ausbilder tätig war. Bis 1910 wurde das Flugfeld von Centocelle ausgebaut und eine erste Flugschule eingerichtet, die sowohl Militärpiloten der neuen Fliegertruppe, als auch Zivilpiloten ausbildete. Im Frühjahr 1911 lösten die neuen Flugschulen in Cascina Malpensa und Aviano die Schule in Centocelle ab.
Der Flugplatz von Centocelle wurde danach bis zum Zweiten Weltkrieg vorwiegend zu Lufttransportzwecken genutzt. Am 17. Mai 1919 verunglückte in Centocelle eine britische Handley Page bei einer Zwischenlandung auf dem Weg von London nach Kairo. Unter den Überlebenden befand sich Lawrence von Arabien. Am 14. Februar 1920 startete Arturo Ferrarin von Centocelle aus zu seinem Rekordflug nach Japan. Am 4. November 1923 erhielt die wenige Monate zuvor gegründete italienische Luftwaffe (Regia Aeronautica) in Centocelle ihre Truppenfahne.
Im Zweiten Weltkrieg war Centocelle Ziel etlicher alliierter Luftangriffe, die den Flugplatz weitgehend zerstörten. Nach dem Krieg machte die Stadtentwicklung Roms einen Ausbau  unmöglich. Bis 1949 war der Flugplatz Standort eines Lufttransportgeschwaders, bis 1959 dann von Teilen der Flugbereitschaft, die schließlich auf den Flughafen Rom-Ciampino umzog.
1960 wurde der Flugbetrieb mit Starrflügelflugzeugen in Centocelle ganz eingestellt. Auf dem südlichen Teil des Flugplatzes, dessen Start- und Landebahn größtenteils abgetragen wurde, verblieben militärische Dienststellen der italienischen Luftwaffe. Den Nordteil wandelte man in einen Stadtpark um (Parco di Centocelle), andere Bereiche dienten als Neubaugebiet. Im Stadtpark beließ man einen Teil der Piste mit der Landeschwelle 27 als Erinnerung an die luftfahrthistorische Bedeutung Centocelles. Der Flugplatz gilt als Wiege der italienischen Luftfahrt.

## Infrastruktur und Nutzung
Der nahe der Via Tuscolana gelegene Südteil des Flugplatzes wird weiterhin militärisch genutzt und als „Militärflugplatz“ bezeichnet, obwohl es sich de facto nur um Kasernenanlagen handelt, zu denen im Osten ein kleiner Hubschrauberlandeplatz gehört. Dort befindet sich heute das Einsatzführungskommando der italienischen Streitkräfte (COI) und auch deren Spezialkräftekommando (COFS) sowie Dienststellen der italienischen Luftwaffe.
2016 zog das Generalsekretariat und die Rüstungshauptabteilung des Verteidigungsministeriums (Segretariato Generale della Difesa – Direzione Nazionale degli Armamenti) in ein neues Gebäude auf dem Gelände des ehemaligen Flugplatzes. Damit befinden sich wesentliche Teile des Ministeriums und der militärischen Führung nunmehr in Rom-Centocelle.